# 17783 Scottbrunner
17783 Scottbrunner è un asteroide della fascia principale. Scoperto nel 1998, presenta un'orbita caratterizzata da un semiasse maggiore pari a 2,543682 UA e da un'eccentricità di 0,158579, inclinata di 11,960465° rispetto all'eclittica. Ha un diametro di 4,865 km.